# تصفيات كأس العالم 2010 (المباريات الفاصلة بين الاتحادات القارية)
من أجل تصفيات بطولة كأس العالم لكرة القدم 2010 تم تحديد بطاقتين موزعتين على 4 اتحادات قارية بحيث يتم لعب مباراتي ذهاب وإياب لتحديد مستحق بطاقة التأهل. قرر الاتحاد الدولي لكرة القدم تحديد المواجهات حسب التالي:
- صاحب المركز الخامس في تصفيات آسيا في مواجهة صاحب المركز الأول في تصفيات أوقيانوسيا.
- صاحب المركز الخامس في تصفيات أمريكا الجنوبية في مواجهة صاحب المركز الرابع في تصفيات أمريكا الشمالية.

تم إجراء قرعة لمن سيلعب أولا على ملعبه في مباراة الذهاب في 2 يونيو 2009 أثناء انعقاد مؤتمر الاتحاد الدولي لكرة القدم في عاصمة البهاما ناساو.

## المركز الخامس الآسيوي وفائز أوقيانوسيا
| البحرين | 0 – 0   | نيوزيلندا |
| ------- | ------- | --------- |
|         | التقرير |           |

| نيوزيلندا      | 1 – 0   | البحرين |
| -------------- | ------- | ------- |
| روري فالون 45' | التقرير |         |

فاز منتخب نيوزيلندا 1-0 في مجموع المباراتين وتأهل إلى بطولة كأس العالم.

## المركز الخامس للكونميبول والمركز الرابع من الكونكاكاف
| كوستاريكا | 0 – 1   | الأوروغواي       |
| --------- | ------- | ---------------- |
|           | التقرير | دييغو لوغانو 21' |

| الأوروغواي          | 1 – 1   | كوستاريكا         |
| ------------------- | ------- | ----------------- |
| سيباستيان أبريو 70' | التقرير | والتر سينتينو 74' |

فاز منتخب الأوروغواي 2-1 في مجموع المباراتين وتأهل إلى بطولة كأس العالم.

## الهدافون
تم تسجيل 4 أهداف في 4 مباريات بمعدل هدف لكل مباراة.
هدف
| - روري فالون - والتر سينتينو - سيباستيان أبريو - دييغو لوغانو 1. |